# 1915
| 1915                                                                     |
| ------------------------------------------------------------------------ |
| Dødsfald - Fødsler                                                       |
| • Begivenheder • Film • Litteratur • Musik • Politik • Sport • Videnskab |

| Gregoriansk kalender | 1915 MCMXV              |
| Ab urbe condita      | 2668                    |
| Armensk kalender     | 1364 ԹՎ ՌՅԿԴ            |
| Kinesiske kalender   | 4611 – 4612 甲寅 – 乙卯 |
| Etiopisk kalender    | 1907 – 1908             |
| Jødisk kalender      | 5675 – 5676             |
| Hindukalendere       |                         |
| - Vikram Samvat      | 1970 – 1971             |
| - Shaka Samvat       | 1837 – 1838             |
| - Kali Yuga          | 5016 – 5017             |
| Iransk kalender      | 1293 – 1294             |
| Islamisk kalender    | 1333 – 1334             |

Konge i Danmark: Christian 10. 1912-1947
Se også 1915 (tal)

## Begivenheder

### Januar
- 1. januar - den tyske U-24 sænker det engelske slagskib Formidable ved Plymouth

- 2. januar – Tåregas blev anvendt for første gang i krig – af tyskere mod russere i Polen
- 25. januar - den første transkontinentale teleforbindelse bliver taget i brug mellem New York og San Francisco i USA

### Februar
- 16. februar – I første verdenskrig vinder den tyske hær under feltmarskal Paul von Hindenburg en stor sejr over den russiske hær; 110.000 russere tages til fange

### Marts
- 3. marts - NACA, forgængeren til NASA, oprettes
- 4. marts - der udbryder brand i Hotel d'Angleterre
- 6. marts - den græske kong Konstantin 1. afskediger premierminister Venizelos
- 19. marts - Himmellegemet Pluto fotograferes for første gang
- 20. marts - Albert Einstein publicerer sin Almene relativitetsteori

### April
- 22. april – Giftgas anvendes første gang på vestfronten (Ypres)
- 25. april - store britiske og franske styrker angriber fra søen Gallipoli-halvøen i Tyrkiet, men tyrkerne står forberedte på angrebet, og resultatet bliver en flere måneder lang skyttegravskrig
- 25. april – Anzac, australsk og newzealandsk mindedag.

### Maj
- 1. maj - tankskibet SS Gulflight bliver det første skib, der bliver beskudt af tyske ubåde under 1. Verdenskrig. U-30 er ubåden, der rammer Gulfight i stævnen, dog uden at skibet synker
- 7. maj – Passagerlinjeren RMS Lusitania torpederes og sænkes af den tyske Ubåd U-20, hvorved 1.198 personer dør
- 23. maj - Italien erklærer Østrig-Ungarn krig og indtræder dermed i første verdenskrig
- 28. maj - kvinder i Berlin demonstrerer for fred
- 31. maj - Zeppelinere udfører nogle af de første angreb mod London. 28 omkommer og 60 såres

### Juni
- 5. juni – den 2. junigrundlov underskrives, kvinder i Danmark (og Island) får valgret
- 14. juni - den sidste hestetrukne sporvogn kørte sin sidste tur i København: Hestesporvognen ("Hønen") gennem Nørregade

### August
- 5. august - Warszawa besættes af tyske tropper, efter at russerne har trukket sig ud
- 20. august - Italien erklærer Tyrkiet krig under 1. verdenskrig

### September
- 5. september - Zar Nikolaj 2. overtager kommandoen over den russiske hær efter storhertug Nikolaj
- 6. september - den britiske hær tester for første gang den første prototype af kampvognen

- 15. september - tanks anvendes for første gang i historien, det sker af englænderne ved Flers i Somme. Disse er udviklet af Ernest Swinton og fører til en militær revolution
- 21. september - C.H. Chubb køber Stonehenge arealet af Edmund Antrobus på auktion for 6.600 pund

### Oktober
- 12. oktober - den engelske sygeplejerske Edith Cavell henrettes af tyskerne for at have hjulpet 200 allierede fanger til at flygte til Holland

### December
- 4. december - Ku Klux Klan genoplives i Georgia
- 20. december - 90.000 englændere, australiere og newzealændere trækker sig tilbage fra Slaget ved Gallipoli efter at være slået af tyrkerne under ledelse af Kemal Atatürk

## Født

### Januar
- 12. januar – Tove Wallenstrøm, dansk skuespillerinde (død 2013).
- 22. januar – Ole Berntsen, dansk sejlsportsmand (død 1996).
- 29. januar – Halfdan Rasmussen, dansk forfatter (død 2002).
- 30. januar – John Profumo, engelsk krigsminister (død 2006).

### Februar
- 4. februar – Norman Wisdom, britisk komiker (død 2010).
- 4. februar – Ray Evans, amerikansk sangskriver (død 2007).
- 18. februar – Edvin Tiemroth, dansk skuespiller og instruktør (død 1984).
- 23. februar – Paul Tibbets, amerikansk pilot på flyet Enola Gay, der kastede atombomben over Hiroshima (død 2007).
- 26. februar – Mogens Davidsen, dansk skuespiller (død 1956).

### Marts
- 1. marts – Peter Kitter, dansk skuespiller og parodist (død 1983).
- 2. marts – Kaj Birksted, dansk flyverofficer og oberstløjtnant (død 1996).
- 6. marts - Per Vilhelm Brüel, dansk civilingeniør (dødt 2015).
- 7. marts – Svjatoslav Richter, ukrainsk pianist (død 1993).

### April
- 3. april – Piet de Jong, hollandsk politiker og premierminister (død 2016).
- 4. april – Muddy Waters, amerikansk blues-guitarist (død 1983).
- 10. april – Harry Morgan, amerikansk skuespiller (død 2011).
- 21. april – Anthony Quinn, mexicansk-amerikansk skuespiller (død 2001).
- 25. april – Helge Larsen, dansk politiker (død 2000).

### Maj
- 12. maj – Frère Roger, calvinsk præst (død 2005).
- 15. maj – Paul Samuelson, amerikansk økonom (død 2009).
- 16. maj – Mario Monicelli, italiensk filminstruktør (død 2010).
- 27. maj – Herman Wouk, amerikansk forfatter (død 2019).

### Juni
- 9. juni – Les Paul, amerikansk guitarist (død 2009).
- 12. juni – David Rockefeller, amerikansk bankmand (død 2017).
- 15. juni – Nini Theilade, dansk solodanser og balletpædagog (død 2018).

### Juli
- 28. juli – Charles Hard Townes, amerikansk fysiker (død 2015).

### August
- 14. august – Ditte Cederstrand, dansk forfatter (død 1984).
- 21. august – Raquel Rastenni, dansk sanger (død 1998).
- 22. august – Bent Noack, dansk teolog, rektor og forfatter (død 2004).
- 25. august – Professor Tribini, dansk gøgler og skuespiller (død 1973).
- 27. august – Norman Foster Ramsey, amerikansk fysiker (død 2011).
- 29. august – Ingrid Bergman, svensk/amerikansk skuespiller (død 1982).
- 30. august – Prinsesse Lilian af Sverige, svensk prinsesse (død 2013).

### September
- 3. september – Knut Nystedt, norsk komponist (død 2014).
- 22. september – Sigrid Horne-Rasmussen, dansk skuespillerinde (død 1982).

### Oktober
- 4. oktober – Børge Roger-Henrichsen, dansk komponist, jazzmusiker og kapelmester (død 1989).
- 15. oktober – Yitzhak Shamir, israelsk politiker (død 2012).
- 17. oktober – Arthur Miller amerikansk dramatiker (død 2005).
- 19. oktober – Hjalmar Havelund, dansk journalist og forfatter (død 2007).
- 22. oktober – Camma Larsen-Ledet, dansk politiker (død 1991).
- 24. oktober – Bob Kane, amerikansk tegneserietegner (død 1998).

### November
- 9. november – Sargent Shriver, amerikansk politiker (død 2011).
- 11. november – Kjeld Jacobsen, dansk skuespiller (død 1970).
- 26. november – Earl Wild, amerikansk klassisk pianist (død 2010).
- 30. november – Sigrid Lütken, dansk billedhugger (død 2008).

### December
- 7. december – Eli Wallach, amerikansk skuespiller (død 2014).
- 12. december – Frank Sinatra, amerikansk sanger og Oscar-vindende skuespiller (død 1998).
- 14. december – Gerda Neumann, dansk sanger og skuespiller (død 1947). – omkom ved en flyveulykke i Kastrup Lufthavn.
- 17. december – Robert A. Dahl, amerikansk politolog (død 2014).
- 19. december – Édith Piaf, fransk sangerinde, også kaldet "Spurven" (død 1963).
- 25. december – Per Hækkerup, dansk politiker (død 1979).

## Dødsfald
- 31. januar – Gustav Bang, dansk politiker, journalist og historiker (født 1871).
- 22. februar – Thor Lange, dansk forfatter og oversætter (født 1851).
- 20. marts – Franz Neruda, tjekkisk/dansk komponist og kapelmester (født 1843).
- 27. april – Aleksandr Skrjabin, russisk komponist (Poème de l'extase) og pianist (født 1872).
- 26. juli - sir James Murray, skotsk leksikograf, filolog og redaktør på (OED) fra 1879; født i 1837.
- 16. august – Sophus Bauditz, dansk forfatter og skoledirektør (født 1850).
- 20. august - Carlos Finlay, cubansk læge of videnskabsmand (født 1833).
- 24. august – Christian Lüttichau, dansk godsejer og minister (født 1832).
- 4. oktober – Karl Staaff, svensk politiker og jurist, Sveriges statsminister i perioderne 1905–06 og 1911–14 (født 1860).
- 5. oktober – Otto Malling, dansk komponist og organist (født 1848).
- 12. oktober – Edith Cavell, engelsk sygeplejerske (født 1865). Henrettet under 1. verdenskrig i Belgien af den tyske besættelsesmagt.
- 26. november – Jacob Scavenius, dansk politiker, kammerherre og minister (født 1838).

## Nobelprisen
- Fysik – Sir William Henry Bragg (1862-1942) & Sir William Lawrence Bragg (1890-1971)
- Kemi – Richard Martin Willstätter
- Medicin – Ingen prisuddeling.
- Litteratur – Romain Rolland
- Fred – Ingen prisuddeling.

## Sport
- 6. juni - det danske herrelandshold i fodbold vinder 2-0 over Sverige i Københavns Idrætspark[1]
- 19. september - det danske herrelandshold i fodbold vinder 8-1 over Norge i Københavns Idrætspark[2]
- 25. september – Hellerup Sejlklub stiftes
- 31. oktober - det danske herrelandshold i fodbold vinder 2-0 over Sverige i Stockholm, Råsunda[3]

## Film
- Trold kan tæmmes – instruktør Holger-Madsen

## Billedkunst

### I Danmark
- Edvard Munch, Dødskamp, Statens Museum for Kunst
- Hans Smidth, Interiør med blomster i vindueskarm, Den Hirschsprungske Samling
- Harald Giersing, Maleren Ernst Goldschmidt læsende, Statens Museum for Kunst
- Harald Giersing, I udkanten af skoven, Statens Museum for Kunst
- Harald Giersing, Skovinteriør. Sorø, Fuglsang Kunstmuseum
- Harald Giersing, Fyns Kunstmuseum
- Karl Isakson, Stående model, Statens Museum for Kunst
- L.A. Ring, Udsigt over Sankt Jørgensbjerg og Roskilde Fjord. Vinterdag, Statens Museum for Kunst
- Kristian Zahrtmann, Selvportræt, Den Hirschsprungske Samling
- Kristian Zahrtmann, Leonora Christina forlader fængslet, Den Hirschsprungske Samling